# Ulignano (Volterra)
Ulignano is een plaats (frazione) in de Italiaanse gemeente Volterra.